# Jiří Korta
Jiří Korta (* 24. srpna 1944) je bývalý český fotbalista, záložník.

## Fotbalová kariéra
V československé lize hrál za Baník Ostrava. Dal 1 ligový gól.

## Ligová bilance
| Ročník                                   | Zápasy | Góly | Klub          |
| ---------------------------------------- | ------ | ---- | ------------- |
| 1. československá fotbalová liga 1962/63 | 1      | 0    | Baník Ostrava |
| 1. československá fotbalová liga 1969/70 | 13     | 1    | Baník Ostrava |
| 1. československá fotbalová liga 1970/71 | 8      | 0    | Baník Ostrava |
| 1. československá fotbalová liga 1971/72 | -      | 0    | Baník Ostrava |
| CELKEM                                   | -      | 1    |               |